# Jean Ier de Craon
Jean Ier de Craon (vers 1346-1409), Seigneur de Domart et Bernaville (qui lui venaient de son père, qui les avait acquis vers 1337 sur Pierre de Dreux ; remarquons que Jean Ier, et aussi sa femme Marie, descendaient des anciens seigneurs de ces fiefs, les St-Valéry-sur-Somme alliés aux Dreux), fils de Guillaume Ier de Craon surnommé le Grand — Seigneur de Domart et La Ferté-Bernard, Vicomte de Châteaudun — et petit-fils d'Amaury III baron de Craon (de la Maison de Craon).
Il fut le grand échanson de France du roi Charles V et le chambellan de son frère le duc d'Orléans.

## Descendance
Il épouse Marie de Châtillon-Porcien-Pontarci en 1364, dame de Clacy et Tours, vidamesse de Laon, arrière-petite-fille du Connétable de France, Gaucher V de Châtillon. Mais Jean vend le vidamé en 1389 à son beau-frère Guillaume II Cassinel, époux d'Isabeau de Châtillon, contre 9 000 livres tournois. Jean et Marie de Châtillon auront : 
- deux (ou quatre) fils : Simon de Clacy (né vers 1392-† 1415 à Azincourt) et Jean II de Domart († 1417 de ses blessures reçues à Azincourt ; avec postérité de sa femme Guyotte de Lonroi/Longroy : les derniers/dernières des Craon courent jusque vers 1480/1500, cf. l'article consacré à Guillaume Ier)
- et sept filles, dont Marguerite (1368-1420) dame de Tours, épouse en 1381 de Bernard de Dormans, fils du chancelier Guillaume et neveu du cardinal de Beauvais (aussi chancelier de France) Jean de Dormans [1]. Bernard de Dormans meurt la même année 1381, et Marguerite épousera en deuxièmes noces en 1384 le seigneur Jean Ier de Croÿ, Grand bouteiller en 1412, † en 1415 à Azincourt, d'où postérité : Antoine et la Maison de Croÿ
- Les sœurs de Marguerite sont : Marguerite/Marie, x Gaucher de Thourotte (d'Allibaudières ?) ; Jacqueline, x Jean de Ghistelles de Dudzele : d'où postérité ; et 3 abbesses : Jeanne et Agnès, abbesses d'Origny ; Nicole, abbesse d'Avenay[2] ; Catherine de Craon : mais Louis Paris indique que Catherine de Craon, également abbesse d'Avenay, est la fille de Jehan II de Craon, dit le Jeune, seigneur de Dommart, et non sa sœur. Elle serait donc la nièce et coadjutrice de Nicole de Craon[3].